# Dark Side of the Moon Tour
Dark Side of the Moon Tour – piąta trasa koncertowa zespołu Pink Floyd, która odbyła się na przełomie 1972 i 1973 r.; druga światowa trasa koncertowa w karierze zespołu.
W 1972 r. zespół dał 23 koncerty w Anglii, 28 w Europie, 6 w Japonii i 35 w USA. W 1973 r. odbyło się 29 koncertów w USA i 5 w Europie.

## Program koncertów

### Koncerty w 1972
W 1972 r. pierwszą część koncertów stanowiły wszystkie utwory z płyty The Dark Side of the Moon. W drugiej części koncertów zespół grał następujące utwory: „One of These Days”, „Careful with that Axe, Eugene”, „Echoes” i „Set the Controls for the Heart of the Sun”.
Innymi utworami, rzadko granymi, które były dołączane do powyższego zestawu utworów w drugiej części, były: „A Saucerful of Secrets”, „Blues” i „Atom Heart Mother”.

### Koncerty w 1973
W 1973 r. w pierwszej części koncertów zespół wykonywał następujące utwory: „Obscured By Clouds”, „When You're In”, „Set the Controls for the Heart of the Sun”, „Careful with that Axe, Eugene” i „Echoes”. Drugą część koncertów stanowiły utwory z płyty The Dark Side of the Moon. Na bis był wykonywany utwór „One of These Days”.

## Lista koncertów

### Koncerty w 1972

#### Anglia
- 17, 18 i 19 stycznia – Londyn – Rainbow Theatre (wszystkie koncerty w ramach prób).
- 20 stycznia – Brighton – The Dome
- 21 stycznia – Portsmouth – Guildhall
- 22 stycznia – Bournemouth – Wintergardens
- 23 stycznia – Southampton – Guildhall
- 27 stycznia – Newcastle upon Tyne – City Hall
- 28 stycznia – Leeds – City Hall
- 3 lutego – Coventry – Locarno Ballroom na Lanchester Polytechnic College w ramach Arts Festival
- 5 lutego – Bristol – Colston Hall
- 6 lutego – Plymouth – ABC Theatre (odwołany)
- 10 lutego – Leicester – De Montfort Hall
- 11 lutego – Manchester – Free Trade Hall (przeniesiony)
- 12 lutego – Sheffield – City (Oval) Hall
- 13 lutego – Liverpool – Empire Theatre
- 17, 18, 19 i 20 lutego – Londyn – Rainbow Theatre

#### Japonia
- 6 i 7 marca – Tokio, Tokyo- To Taiikukan
- 8 i 9 marca – Osaka, Festival Hall
- 10 marca – Kyoto, Dai-Sho-Gun Furitsu Taiikukan
- 11 marca – Jokohama, Kemin Hall (odwołany)
- 13 marca – Sapporo, Nakajima Sports Center

#### Manchester
- 29 i 30 marca – Manchester, Anglia – Free Trade Hall

#### Ameryka Północna – część 1
- 14 kwietnia – Tampa, Floryda, USA – Fort Homer Hesterly Armory
- 15 kwietnia – Hollywood, Floryda, USA – Hollywood Sportatorium
- 16 kwietnia – Columbia, Karolina Północna, USA – Township Auditorium
- 18 kwietnia – Atlanta, Georgia, USA – Atlanta Symphony Hall
- 20 kwietnia – Pittsburgh, Pensylwania, USA – Syria Mosque
- 21 kwietnia – Baltimore, Maryland, USA – Lyric Opera House
- 22 kwietnia – Akron, Ohio, USA – Akron Civic Center
- 23 kwietnia – Cincinnati, Ohio, USA – Music Hall
- 24 kwietnia – Toledo, Ohio, USA – Toledo Sports Arena
- 24 kwietnia – Cleveland, Ohio, USA – Allen Theater
- 26 kwietnia – Detroit, Michigan, USA – Ford Auditorium
- 28 kwietnia – Chicago, Illinois, USA – Auditorium Theater
- 29 kwietnia – Filadelfia, Pensylwania, USA – The Spectrum
- 1 i 2 maja – Nowy Jork – Carnegie Hall
- 3 maja – Waszyngton, USA – John F. Kennedy Center for the Performing Arts
- 4 maja – Boston, Massachusetts, USA – Citi Performing Arts Center
- 7 maja – Filadelfia, Pensylwania, USA – The Spectrum

#### Europa – część 1
- 18 maja – Berlin, Niemcy – Deutschlandhalle
- 21 maja – Germersheim, Niemcy – Second British Rock Meeting
- 22 maja – Amsterdam, Holandia – Olympic Stadium
- 28 i 29 maja – Brighton, Anglia – Brighton Dome

#### Ameryka Północna – część 2
- 8 września – Austin, Teksas, USA – Austin Municipal Auditorium
- 9 września – Houston, Teksas, USA – Music Hall
- 10 września – Dallas, Teksas, USA – McFarlin Memorial Auditorium
- 11 września – Kansas City, Kansas, USA – Memorial Hall
- 12 września – Oklahoma City, Oklahoma, USA – Civic Center Music Hall
- 13 września – Wichita, Kansas, USA – Levitt Arena
- 15 września – Tucson, Arizona, USA – Tucson Convention Center
- 16 września – San Diego, Kalifornia, USA – San Diego Convention Center
- 17 września – Tempe, Arizona, USA – Big Surf
- 19 września – Denver, Kolorado, USA – University of Denver Arena
- 22 września – Los Angeles – Hollywood Bowl
- 23 i 24 września – San Francisco, Kalifornia, USA – Winterland
- 27 września – Vancouver, Kolumbia Brytyjska – Vancouver Gardens
- 28 września – Portland, Oregon, USA – Memorial Coliseum
- 29 września – Seattle, Waszyngton, USA – Hec Edmundson Pavillion
- 30 września – Vancouver, Kolumbia Brytyjska, Kanada – Vancouver Gardens

#### Londyn
- 21 października – Londyn, Anglia – Empire Pool

#### Europa – część 2
- 10 i 11 listopada – Kopenhaga, Dania – KB Hallen
- 12 listopada – Hamburg, Niemcy – Ernst Merck Halle
- 14 listopada – Düsseldorf, Niemcy – Phillipshalle
- 15 listopada – Böblingen, Niemcy – Sporthalle
- 16 i 17 listopada – Frankfurt, Niemcy – Frankfurt Festhalle
- 20, 21, 22, 23, 24, 25 i 26 listopada – Marsylia, Francja – Roland Petit Ballett (koncerty w dniach 20 i 21 listopada odbyły się w ramach prób)
- 28 listopada – Toulouse, Francja – Palais des Sports
- 29 listopada – Poitiers, Francja – Parc des Expositions Les Arénes
- 1 i 2 grudnia – Saint-Ouen, Francja – Centre sportif de I'îîe Vannes
- 3 grudnia – Caen, Francja – Palais des Exposition
- 5 grudnia – Belgia, Bruksela – Forest National
- 7 grudnia – Lille, Francja – Palais des Sports
- 9 grudnia – Zurych, Szwajcaria – Hallenstadion
- 10 grudnia – Lyon, Francja – Palais des Sports

### Koncerty w 1973

#### Paryż
W dniach 11, 12, 13, 14, 20, 21, 27, 28 stycznia oraz 3 i 4 lutego grupa dała koncerty w Paryżu w Palais des Sports. Każdego dnia odbyły się po dwa koncerty. Koncerty w dniach 11 i 12 stycznia odbyły się w ramach prób. Koncerty w dniach 20, 21, 27 i 28 stycznia były grane z playbacku.

#### Ameryka Północna – część 1
- 4 marca – Madison, Wisconsin, USA – Dane County Coliseum
- 5 marca – Detroit, Michigan, USA – Cobo Hall
- 6 marca – Saint Louis, Missouri, USA – Kiel Auditorium
- 7 marca – Chicago, Illinois, USA – International Amphitheater
- 8 marca – Cincinnati, Ohio, USA – Armory Fields
- 10 marca – Kent, Ohio, USA – Memorial Gym
- 11 marca – Toronto, Kanada – Maple Leaf Gardens
- 12 marca – Montreal, Kanada – Forum de Montréal
- 14 marca – Boston, Massachusetts, USA – Music Hall
- 15 marca – Filadelfia, Pensylwania, USA – The Spectrum
- 17 marca – Nowy Jork, USA – Radio City Music Hall
- 18 marca – Waterbury, Connecticut, USA – Palace Theater
- 19 marca – Providence, Rhode Island, USA – Providence Civic Center
- 22 marca – Hampton, Wirginia, USA – Hampton Coliseum
- 23 marca – Charlotte, Karolina Północna, USA – Charlotte Park Center
- 24 marca – Atlanta, Georgia, USA – Municipal Auditorium

#### Londyn (pierwszy raz)
- 18 i 19 maja – Londyn, Anglia – Earls Court Exhibition Centre

#### Ameryka Północna – część 2
- 16 czerwca – Jersey City, New Jersey, USA – Roosevelt Stadium
- 17 czerwca – Saratoga, Nowy Jork, USA – Saratoga Performings Arts Center
- 19 czerwca – Pittsburgh, Pensylwania, USA – Civic Arena
- 20 i 21 czerwca – Columbia, Maryland, USA – Merriweather Post Pavillion
- 22 czerwca – Buffalo, Nowy Jork, USA – War Memorial Auditorium
- 23 czerwca – Detroit, Michigan, USA – Olympia Stadium
- 24 czerwca – Cuyahoga Falls, Ohio, USA – Blossom Music Center
- 25 czerwca – Louisville, Kentucky, USA – Louisville Gardens
- 26 czerwca – Jonesboro, Georgia, USA – Lake Spivey Park
- 27 czerwca – Jacksonville, Floryda, USA – Veterans Memorial Coliseum
- 28 czerwca – Hollywood, Floryda, USA – Hollywood Sportatorium
- 29 czerwca – Tampa, Floryda, USA – Tampa Stadium

#### Europa
- 12 października – Monachium, Niemcy – Olympiahalle
- 13 października – Wiedeń, Austria – Stadthalle

#### Londyn (drugi raz)
- 4 listopada – Londyn, Anglia – Rainbow Theatre

## Muzycy
- David Gilmour – wokal, gitary
- Roger Waters – gitara basowa, wokal
- Richard Wright – keyboardy, wokal
- Nick Mason – perkusja

## Muzycy dodatkowi
- Dick Parry – saksofon (nie brał udziału w tourneé w 1972)
- Nawasa Cowder, Mary Ann Lindsey i Phillips Lindsey – chórki (od marca do maja)
- Billy Barnum, Venetta Fields i Clydie King – chórki (w październiku)
- Vicki Brown, Liza Strike i Clare Torry – chórki (podczas benefisowego koncertu dla Roberta Wyatta)